# Nerocila excisa
Nerocila excisa is een pissebed uit de familie Cymothoidae. De wetenschappelijke naam van de soort is voor het eerst geldig gepubliceerd in 1914 door Richardson.